# Marlon Brando nella cultura di massa

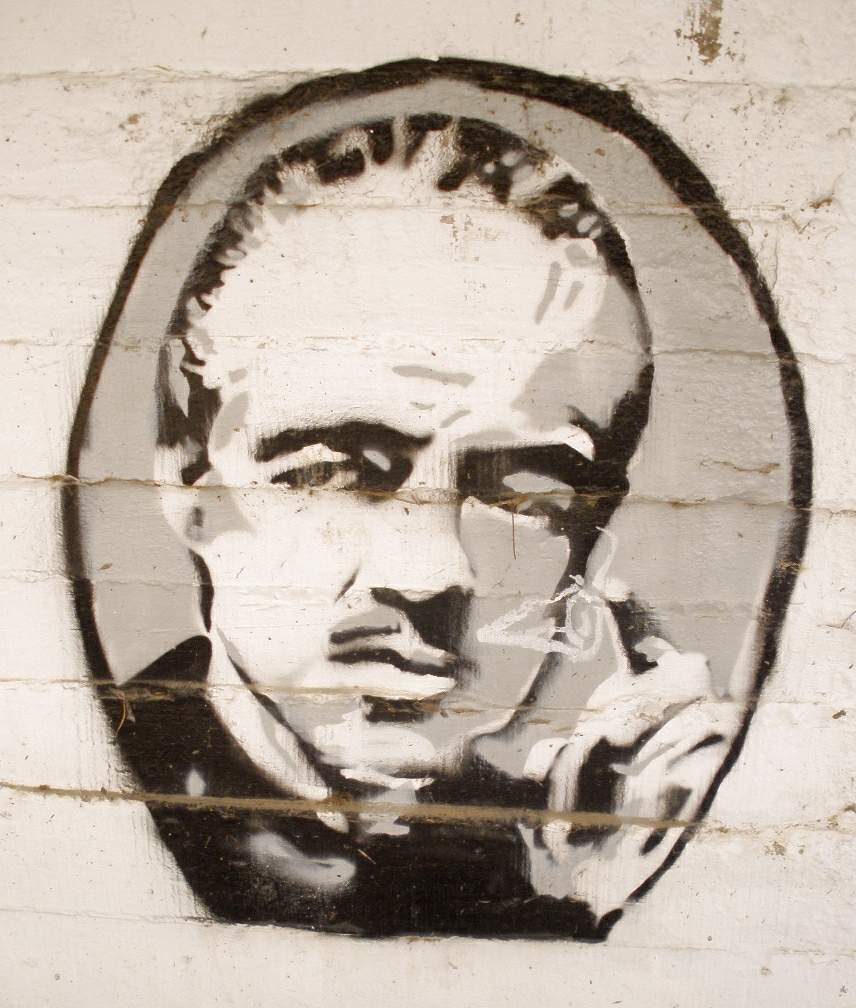
Graffito a Legutio (Álava) raffigurante Marlon Brando nella celebre interpretazione di don Vito Corleone nel film Il padrino.

La figura dell'attore Marlon Brando è rivisitata molto spesso nella cultura di massa da cineasti, cantanti, fumettisti e letterati. Di seguito, una lista delle principali produzioni in cui Brando è il protagonista oppure citato.

## Cinema
Sono usciti numerosi documentari che trattano direttamente o indirettamente la figura e la vita di Marlon Brando, come ad esempio The Wild One (1994) che esaminava la carriera dell'attore mentre egli era ancora in vita oppure Brando, film TV del 2007 quest'ultimo candidato ai Premi Emmy 2008. Anche in Italia alcune trasmissioni come La storia siamo noi hanno trattato la figura dell'attore unita alla sua carriera e alla sua complessa vita privata (Stelle nere - Rai 3).
Nel 2015, in occasione dei 10 anni della morte dell'attore, è stato realizzato il documentario Listen to Me Marlon diretto da Stevan Riley, dove ne viene esplorata la travagliata esistenza tramite le oltre 300 ore di registrazioni private di Brando durante le sue sedute di autoipnosi, messe a disposizione dalla figlia Rebecca. Anche la tv francese ha trattato la vita dell'attore nel 2014 col docu-film Marlon Brando, un acteur nommé désir (chiaro riferimento al film Un tram che si chiama Desiderio).
Film veri e proprio basati sulla figura dell'attore sono Brando Unauthorized del 2010, dove l'attore è interpretato da Damian Chapa (anche regista del film), e Always Brando - Quand tombent les étoiles (2011) del regista africano Ridha Behi, film che lo stesso Brando avrebbe dovuto interpretare prima di morire nel luglio 2004. Nel novembre 2018 viene annunciata l'intenzione di produrre un biopic sulla vita di Brando, realizzato dalla New Republic Pictures e basato su un memoir del biografo George Englund, grande amico dell'attore. Il 12 gennaio 2019 viene confermata la produzione del film, che sarà basato su un memoriale del 2011 dell'architetto Bernard Judge, per la regia di Bill Fishman e con Billy Zane nel ruolo di Brando.

### Film
- Brando Unauthorized, regia di Damian Chapa (2010)
- Always Brando - Quand tombent les étoiles, regia di Ridha Behi (2011)
- Waltzing with Brando, regia di Bill Fishman (2024)

### Documentari
- Viaggio all'inferno (1991) - documentario
- Marlon Brando: The Wild One - documentario TV (1994)
- Brando - documentario-TV (2007)
- Marlon Brando tuli suomeen - documentario-TV (2011)
- La storia siamo noi (Rai 3, 2012)
- Hollywood Rebellen (2013)
- Marlon Brando, un acteur nommé désir  (2014) - documentario
- Stelle nere - puntata "La maledizione dei Brando" (Rai 3, 2014)
- Blow Up, serie TV - 2 episodi (2014-2017)
- Listen to Me Marlon (2015) - documentario
- Un Américain nommé Kazan - documentario TV (2018)

## Musica
Diverse canzoni prendono spunto o sono basate sulla figura di Brando. Nel 1990 il cantante italiano Luciano Ligabue ha dedicato all'attore il singolo Marlon Brando è sempre lui del suo album Ligabue, dove nel video originale all'inizio si sente la voce dell'attore che grida la famosa frase "Hey, Stella!" tratta dal film Un tram che si chiama Desiderio di cui è protagonista. Questa introduzione è stata inclusa anche nella versione live dell'album Campovolo 2.011.
Altre canzoni dedicate all'attore scritte da grandi artisti sono ad esempio Goodbye Marlon Brando del 1988 cantata da Elton John, Me, Marlon Brando, Marlon Brando and I dei R.E.M.. Sempre in ambito italiano, Gianni Morandi cita Brando nella canzone La regina dell'ultimo tango, in parte basata sulla trama di Ultimo tango a Parigi.
Ecco l'elenco completo:
- Marlon Brando è sempre lui di Luciano Ligabue;
- Goodbye Marlon Brando di Elton John;
- Marlon Brando della Premiata Forneria Marconi, dall'album PFM? PFM!;
- Me, Marlon Brando, Marlon Brando and I dei R.E.M., dall'album Collapse into Now ;
- "Io sono Brando e tu sei la regina dell'ultimo tango", versi della canzone La regina dell'ultimo tango di Gianni Morandi;
- « You can't see California without Marlon Brando's eyes » versi della canzone Eyeless degli Slipknot;
- « I feel a-tragic like I'm Marlon Brando, When I look at my china girl » versi della canzone China Girl di David Bowie e Iggy Pop;
- «I saw you standing at the gates when Marlon Brando passed away» sono dei versi della canzone Advertising Space di Robbie Williams;
- Marlon Brando viene citato nel testo della canzone Vogue di Madonna.

## Fumetti
È la figura di riferimento utilizzata da Carlo Ambrosini per le fattezze del personaggio di Napoleone, edito dalla Sergio Bonelli Editore.
L'attore e la famosa band metal Dio con il suo leader Ronnie James Dio sono stati fonti d'ispirazione per il nome del personaggio dei fumetti Dio Brando, del manga e anime Le bizzarre avventure di JoJo di Hirohiko Araki.

## Letteratura
La complessa personalità di Marlon Brando è stata oggetto di numerosi testi di cinema e biografie di vari colleghi e attori che hanno conosciuto personalmente il celebre attore come George Englund. Vi sono anche due autobiografie (Songs My mother taught me e Fan-Tan) scritte dall'attore in collaborazione con altri scrittori. Di seguito riportiamo alcuni dei testi citati.
- Brando for Breakfast di Anna Kashfi e E.P. Stein (1979)
- La mia vita di Marlon Brando e Robert Lindsey (1994) - autobiografia
- Marlon Brando di Patricia Bosworth (2001)
- The Way It's Never Been Done Before: My Friendship With Marlon Brando di George Englund (2004)
- Fan-Tan di Marlon Brando e Donald Cammell (2005)[13] - autobiografia scritta dallo stesso attore in collaborazione con lo scrittore Donald Cammell
- Method Man di Claudia Roth Pierpont (2007)
- Waltzing with Brando: Planning a Paradise in Tahiti di Bernard Judge (2011)
- The Contender di William J. Mann (2019)

## Arte
- Nel 2006 il Madame Tussauds di Londra ha realizzato una statua raffigurante Brando nel film Il selvaggio riproducendo anche la storica motocicletta, la Triumph Thunderbird.
- Dal 2009 al Museo delle cere a Barcellona è presente una statua che ritrae l'attore come appare in Fronte del porto nelle vesti di Terry Malloy.
- Una riproduzione del volto dell'attore è presente nel Wax Museum di Bangalore.